# FK Bystřice pod Hostýnem
FK Bystřice pod Hostýnem je český fotbalový klub z Bystřice pod Hostýnem, který byl založen roku 1921. Po sestupu z Divize E, hraje od sezony 2011/12 Přebor Zlínského kraje (5. nejvyšší soutěž).
Největším úspěchem klubu je účast v 9 ročnících 3. nejvyšší soutěže (1940/41, 1941/42, 1948, 2000/01 – 2005/06).
Své domácí zápasy odehrává na stadionu v Bystřici pod Hostýnem.

## Historické názvy
Zdroj: 
- 1921 – SK Hostýn Bystřice pod Hostýnem (Sportovní klub Hostýn Bystřice pod Hostýnem)
- 1923 – SK Bystřice pod Hostýnem (Sportovní klub Bystřice pod Hostýnem)
- 1948 – JTO Sokol Bystřice pod Hostýnem (Jednotná tělovýchovná organisace Sokol Bystřice pod Hostýnem)
- 1951 – ZSJ Thonet Bystřice pod Hostýnem (Závodní sokolská jednota Thonet Bystřice pod Hostýnem)
- 1953 – DSO Tatran Bystřice pod Hostýnem (Dobrovolná sportovní organisace Tatran Bystřice pod Hostýnem)
- 1957 – TJ Tatran Bystřice pod Hostýnem (Tělovýchovná jednota Tatran Bystřice pod Hostýnem)
- 1991 – TJ Bystřice pod Hostýnem (Tělovýchovná jednota Bystřice pod Hostýnem)
- 1998 – FK Bystřice pod Hostýnem (Fotbalový klub Bystřice pod Hostýnem)
- 2015 – FK Bystřice pod Hostýnem, z. s. (Fotbalový klub Bystřice pod Hostýnem, zapsaný spolek)

## Významní hráči

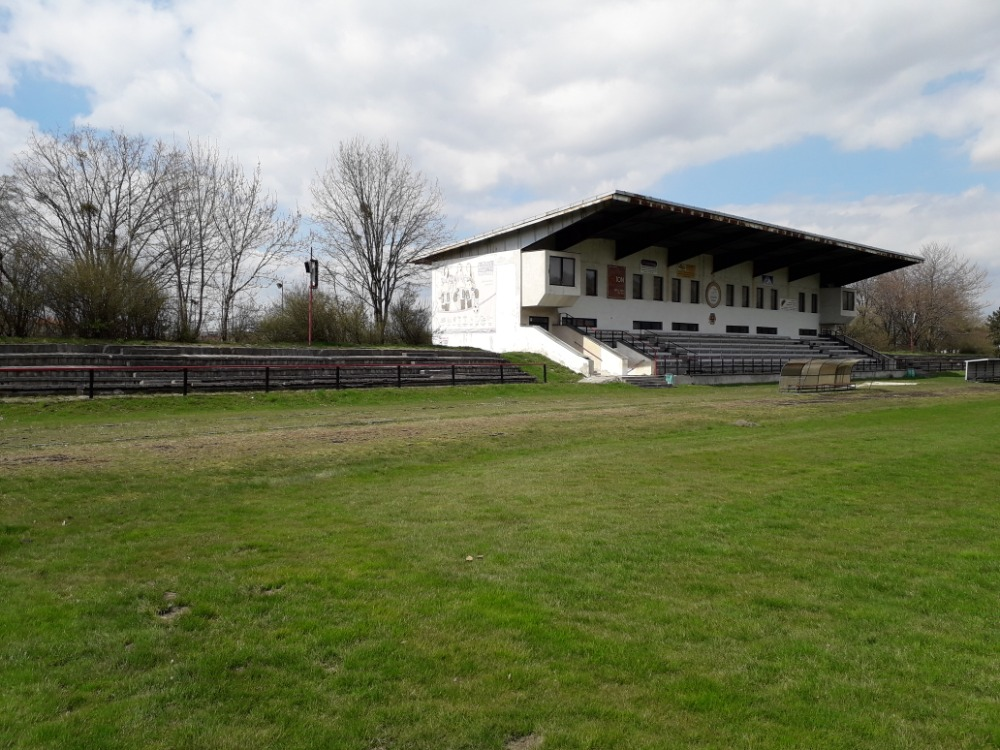
Stadion FK BpH

- Marek Hošťálek (* 1969) – V dresu mateřského klubu se stal dvakrát po sobě nejlepším střelcem třetí nejvyšší soutěže (2001/02 a 2002/03). Mezitím si v Opavě zahrál ve 4 zápasech nejvyšší soutěže (2001/02).
- Aleš Chmelíček (* 1980) – Rodák z Nového Města na Moravě a odchovanec žďárské kopané byl dalším, kdo se v bystřických barvách prostřílel k titulu krále střelců MSFL (2004/05 – dělené s Tomášem Řehákem z Uničova). V I. lize odehrál 30 utkání, v nichž vsítil 5 gólů (SK Sigma Olomouc: 17/3, 1. FC Slovácko: 13/2).

## Umístění v jednotlivých sezonách
Legenda: Z – zápasy, V – výhry, R – remízy, P – porážky, VG – vstřelené góly, OG – obdržené góly, +/− – rozdíl skóre, B – body, červené podbarvení – sestup, zelené podbarvení – postup, fialové podbarvení – reorganizace, změna skupiny či soutěže
| Protektorát Čechy a Morava (1939 – 1945) |                                                             |                                                             |                                                             |                                                             |                                                             |                                                             |                                                             |                                                             |                                                             |                                                             |                                                             |
| Sezóny                                   | Liga                                                        | Úroveň                                                      | Z                                                           | V                                                           | R                                                           | P                                                           | VG                                                          | OG                                                          | +/−                                                         | B                                                           | Pozice                                                      |
| 1939/40                                  | I. B třída HHŽF                                             | 4                                                           |                                                             | ...                                                         | ...                                                         | ...                                                         | ...                                                         | ...                                                         | ...                                                         |                                                             | 1.                                                          |
| 1940/41                                  | I. A třída HHŽF                                             | 3                                                           | 22                                                          | 8                                                           | 5                                                           | 9                                                           | 45                                                          | 62                                                          | −17                                                         | 21                                                          | 7.                                                          |
| 1941/42                                  | I. A třída HHŽF                                             | 3                                                           | 21                                                          | 3                                                           | 2                                                           | 16                                                          | 31                                                          | 89                                                          | −58                                                         | 8                                                           | 12.                                                         |
| 1942/43                                  | I. B třída HHŽF                                             | 4                                                           |                                                             | ...                                                         | ...                                                         | ...                                                         | ...                                                         | ...                                                         | ...                                                         |                                                             | 4.                                                          |
| 1943/44                                  | I. B třída HHŽF                                             | 4                                                           |                                                             | ...                                                         | ...                                                         | ...                                                         | ...                                                         | ...                                                         | ...                                                         |                                                             | 4.                                                          |
| 1944/45                                  | Končila druhá světová válka, pravidelné soutěže se nehrály. | Končila druhá světová válka, pravidelné soutěže se nehrály. | Končila druhá světová válka, pravidelné soutěže se nehrály. | Končila druhá světová válka, pravidelné soutěže se nehrály. | Končila druhá světová válka, pravidelné soutěže se nehrály. | Končila druhá světová válka, pravidelné soutěže se nehrály. | Končila druhá světová válka, pravidelné soutěže se nehrály. | Končila druhá světová válka, pravidelné soutěže se nehrály. | Končila druhá světová válka, pravidelné soutěže se nehrály. | Končila druhá světová válka, pravidelné soutěže se nehrály. | Končila druhá světová válka, pravidelné soutěže se nehrály. |
| Československo (1945 – 1993)             |                                                             |                                                             |                                                             |                                                             |                                                             |                                                             |                                                             |                                                             |                                                             |                                                             |                                                             |
| Sezóny                                   | Liga                                                        | Úroveň                                                      | Z                                                           | V                                                           | R                                                           | P                                                           | VG                                                          | OG                                                          | +/−                                                         | B                                                           | Pozice                                                      |
| 1945/46                                  | I. B třída HŽF                                              | 4                                                           |                                                             | ...                                                         | ...                                                         | ...                                                         | ...                                                         | ...                                                         | ...                                                         |                                                             | 6.                                                          |
| 1946/47                                  | I. B třída HŽF                                              | 4                                                           |                                                             | ...                                                         | ...                                                         | ...                                                         | ...                                                         | ...                                                         | ...                                                         |                                                             | 4.                                                          |
| 1947/48                                  | I. B třída HŽF                                              | 4                                                           |                                                             | ...                                                         | ...                                                         | ...                                                         | ...                                                         | ...                                                         | ...                                                         |                                                             | 5.                                                          |
| 1948                                     | I. A třída HŽF – sk. jih                                    | 4                                                           |                                                             | ...                                                         | ...                                                         | ...                                                         | ...                                                         | ...                                                         | ...                                                         |                                                             | 5.                                                          |
| ...                                      |                                                             |                                                             |                                                             |                                                             |                                                             |                                                             |                                                             |                                                             |                                                             |                                                             |                                                             |
| 1961/62                                  | Okresní přebor Kroměřížska                                  | 5                                                           | 22                                                          | 8                                                           | 3                                                           | 11                                                          | 40                                                          | 47                                                          | −7                                                          | 19                                                          | 8.                                                          |
| 1962/63                                  | Okresní přebor Kroměřížska                                  | 5                                                           | 22                                                          | 14                                                          | 3                                                           | 3                                                           | 56                                                          | 21                                                          | +35                                                         | 31                                                          | 1.                                                          |
| 1963/64                                  | I. B třída Jihomoravského kraje – sk. C                     | 5                                                           | 22                                                          | 10                                                          | 3                                                           | 9                                                           | 41                                                          | 54                                                          | −13                                                         | 23                                                          | 6.                                                          |
| 1964/65                                  | I. B třída Jihomoravského kraje – sk. C                     | 5                                                           | 22                                                          | ...                                                         | ...                                                         | ...                                                         | ...                                                         | ...                                                         | ...                                                         |                                                             | 9.                                                          |
| 1965/66                                  | I. B třída Jihomoravské oblasti – sk. C                     | 6                                                           | 22                                                          | 5                                                           | 8                                                           | 9                                                           | 27                                                          | 43                                                          | −16                                                         | 18                                                          | 8.                                                          |
| 1966/67                                  | I. B třída Jihomoravské oblasti – sk. C                     | 6                                                           | 22                                                          | 10                                                          | 2                                                           | 10                                                          | 44                                                          | 50                                                          | −6                                                          | 22                                                          | 8.                                                          |
| 1967/68                                  | I. B třída Jihomoravské oblasti – sk. C                     | 6                                                           | 26                                                          | 11                                                          | 2                                                           | 13                                                          | 52                                                          | 60                                                          | −8                                                          | 24                                                          | 10.                                                         |
| 1968/69                                  | I. B třída Jihomoravské oblasti – sk. C                     | 6                                                           | 26                                                          | ...                                                         | ...                                                         | ...                                                         | ...                                                         | ...                                                         | ...                                                         |                                                             | 1.                                                          |
| 1969/70                                  | I. A třída Středomoravské župy – sk. B                      | 6                                                           | 26                                                          | 9                                                           | 5                                                           | 12                                                          | 30                                                          | 44                                                          | −14                                                         | 23                                                          | 10.                                                         |
| 1970/71                                  | I. A třída Středomoravské župy – sk. B                      | 6                                                           | 26                                                          | 9                                                           | 4                                                           | 13                                                          | 29                                                          | 30                                                          | −1                                                          | 22                                                          | 12.                                                         |
| 1971/72                                  | I. A třída Středomoravské župy – sk. B                      | 6                                                           | 26                                                          | ...                                                         | ...                                                         | ...                                                         | ...                                                         | ...                                                         | ...                                                         |                                                             | 11.                                                         |
| 1972/73                                  | I. B třída Jihomoravského kraje – sk. C                     | 7                                                           | 26                                                          | ...                                                         | ...                                                         | ...                                                         | ...                                                         | ...                                                         | ...                                                         |                                                             | 4.                                                          |
| 1973/74                                  | I. B třída Jihomoravského kraje – sk. C                     | 7                                                           | 26                                                          | ...                                                         | ...                                                         | ...                                                         | ...                                                         | ...                                                         | ...                                                         |                                                             | 3.                                                          |
| 1974/75                                  | I. B třída Jihomoravského kraje – sk. C                     | 7                                                           | 26                                                          | ...                                                         | ...                                                         | ...                                                         | ...                                                         | ...                                                         | ...                                                         |                                                             | 6.                                                          |
| 1975/76                                  | I. B třída Jihomoravského kraje – sk. C                     | 7                                                           | 26                                                          | ...                                                         | ...                                                         | ...                                                         | ...                                                         | ...                                                         | ...                                                         |                                                             | 9.                                                          |
| 1976/77                                  | I. B třída Jihomoravského kraje – sk. C                     | 7                                                           | 26                                                          | ...                                                         | ...                                                         | ...                                                         | ...                                                         | ...                                                         | ...                                                         |                                                             | 5.                                                          |
| 1977/78                                  | I. B třída Jihomoravského kraje – sk. C                     | 6                                                           | 26                                                          | ...                                                         | ...                                                         | ...                                                         | ...                                                         | ...                                                         | ...                                                         |                                                             | 7.                                                          |
| 1978/79                                  | I. B třída Jihomoravského kraje – sk. C                     | 6                                                           | 26                                                          | ...                                                         | ...                                                         | ...                                                         | ...                                                         | ...                                                         | ...                                                         |                                                             | 11.                                                         |
| 1979/80                                  | Okresní přebor Kroměřížska                                  | 7                                                           | 26                                                          | ...                                                         | ...                                                         | ...                                                         | ...                                                         | ...                                                         | ...                                                         |                                                             | 1.                                                          |
| 1980/81                                  | I. B třída Jihomoravského kraje – sk. C                     | 6                                                           | 26                                                          | ...                                                         | ...                                                         | ...                                                         | ...                                                         | ...                                                         | ...                                                         |                                                             | 6.                                                          |
| 1981/82                                  | I. B třída Jihomoravského kraje – sk. C                     | 7                                                           | 26                                                          | ...                                                         | ...                                                         | ...                                                         | ...                                                         | ...                                                         | ...                                                         |                                                             | 5.                                                          |
| 1982/83                                  | I. B třída Jihomoravského kraje – sk. C                     | 7                                                           | 26                                                          | ...                                                         | ...                                                         | ...                                                         | ...                                                         | ...                                                         | ...                                                         |                                                             | 2.                                                          |
| 1983/84                                  | Jihomoravská krajská soutěž I. třídy – sk. E                | 6                                                           | 26                                                          | ...                                                         | ...                                                         | ...                                                         | ...                                                         | ...                                                         | ...                                                         |                                                             | 9.                                                          |
| 1984/85                                  | Jihomoravská krajská soutěž I. třídy – sk. E                | 6                                                           | 26                                                          | ...                                                         | ...                                                         | ...                                                         | ...                                                         | ...                                                         | ...                                                         |                                                             | 9.                                                          |
| 1985/86                                  | Jihomoravská krajská soutěž I. třídy – sk. E                | 6                                                           | 26                                                          | ...                                                         | ...                                                         | ...                                                         | ...                                                         | ...                                                         | ...                                                         |                                                             | 3.                                                          |
| 1986/87                                  | I. A třída Jihomoravského kraje – sk. B                     | 6                                                           | 26                                                          | 12                                                          | 5                                                           | 9                                                           | 41                                                          | 31                                                          | +10                                                         | 29                                                          | 3.                                                          |
| 1987/88                                  | I. A třída Jihomoravského kraje – sk. B                     | 6                                                           | 26                                                          | 13                                                          | 8                                                           | 5                                                           | 40                                                          | 25                                                          | +15                                                         | 34                                                          | 2.                                                          |
| 1988/89                                  | I. A třída Jihomoravského kraje – sk. B                     | 6                                                           | 26                                                          | ...                                                         | ...                                                         | ...                                                         | ...                                                         | ...                                                         | ...                                                         |                                                             | 8.                                                          |
| 1989/90                                  | I. A třída Jihomoravského kraje – sk. B                     | 6                                                           | 26                                                          | ...                                                         | ...                                                         | ...                                                         | ...                                                         | ...                                                         | ...                                                         |                                                             | 11.                                                         |
| 1990/91                                  | I. A třída Jihomoravského kraje – sk. B                     | 6                                                           | 26                                                          | ...                                                         | ...                                                         | ...                                                         | ...                                                         | ...                                                         | ...                                                         |                                                             | 6.                                                          |
| 1991/92                                  | Středomoravský župní přebor                                 | 5                                                           | 26                                                          | 4                                                           | 1                                                           | 21                                                          | 23                                                          | 64                                                          | −41                                                         | 9                                                           | 14.                                                         |
| 1992/93                                  | I. A třída Středomoravské župy – sk. A                      | 6                                                           | 26                                                          | 8                                                           | 6                                                           | 12                                                          | 37                                                          | 41                                                          | −4                                                          | 30                                                          | 9.                                                          |
| Česko (1993 – )                          |                                                             |                                                             |                                                             |                                                             |                                                             |                                                             |                                                             |                                                             |                                                             |                                                             |                                                             |
| Sezóna                                   | Liga                                                        | Úroveň                                                      | Z                                                           | V                                                           | R                                                           | P                                                           | VG                                                          | OG                                                          | +/−                                                         | B                                                           | Pozice                                                      |
| 1993/94                                  | I. A třída Středomoravské župy – sk. A                      | 6                                                           | 26                                                          | 10                                                          | 5                                                           | 11                                                          | 32                                                          | 36                                                          | −4                                                          | 25                                                          | 8.                                                          |
| 1994/95                                  | I. A třída Středomoravské župy – sk. A                      | 6                                                           | 26                                                          | 10                                                          | 7                                                           | 9                                                           | 53                                                          | 37                                                          | +16                                                         | 37                                                          | 4.                                                          |
| 1995/96                                  | I. A třída Středomoravské župy – sk. A                      | 6                                                           | 26                                                          | 20                                                          | 5                                                           | 1                                                           | 80                                                          | 23                                                          | +57                                                         | 65                                                          | 1.                                                          |
| 1996/97                                  | Středomoravský župní přebor                                 | 5                                                           | 30                                                          | 17                                                          | 9                                                           | 4                                                           | 73                                                          | 42                                                          | +31                                                         | 60                                                          | 3.                                                          |
| 1997/98                                  | Středomoravský župní přebor                                 | 5                                                           | 30                                                          | 22                                                          | 3                                                           | 5                                                           | 101                                                         | 30                                                          | +71                                                         | 69                                                          | 2.                                                          |
| 1998/99                                  | Středomoravský župní přebor                                 | 5                                                           | 28                                                          | 21                                                          | 3                                                           | 4                                                           | 77                                                          | 23                                                          | +54                                                         | 66                                                          | 1.                                                          |
| 1999/00                                  | Divize E                                                    | 4                                                           | 30                                                          | 21                                                          | 3                                                           | 6                                                           | 71                                                          | 34                                                          | +37                                                         | 66                                                          | 1.                                                          |
| 2000/01                                  | Moravskoslezská fotbalová liga                              | 3                                                           | 30                                                          | 11                                                          | 10                                                          | 9                                                           | 50                                                          | 43                                                          | +7                                                          | 43                                                          | 8.                                                          |
| 2001/02                                  | Moravskoslezská fotbalová liga                              | 3                                                           | 30                                                          | 14                                                          | 6                                                           | 10                                                          | 46                                                          | 41                                                          | +5                                                          | 43                                                          | 4.                                                          |
| 2002/03                                  | Moravskoslezská fotbalová liga                              | 3                                                           | 30                                                          | 11                                                          | 2                                                           | 17                                                          | 50                                                          | 53                                                          | −3                                                          | 35                                                          | 11.                                                         |
| 2003/04                                  | Moravskoslezská fotbalová liga                              | 3                                                           | 30                                                          | 9                                                           | 6                                                           | 15                                                          | 35                                                          | 48                                                          | −13                                                         | 33                                                          | 12.                                                         |
| 2004/05                                  | Moravskoslezská fotbalová liga                              | 3                                                           | 30                                                          | 11                                                          | 7                                                           | 12                                                          | 42                                                          | 47                                                          | −5                                                          | 40                                                          | 9.                                                          |
| 2005/06                                  | Moravskoslezská fotbalová liga                              | 3                                                           | 30                                                          | 5                                                           | 8                                                           | 17                                                          | 21                                                          | 55                                                          | −34                                                         | 23                                                          | 16.                                                         |
| 2006/07                                  | Divize E                                                    | 4                                                           | 30                                                          | 9                                                           | 11                                                          | 10                                                          | 45                                                          | 49                                                          | −4                                                          | 38                                                          | 11.                                                         |
| 2007/08                                  | Divize E                                                    | 4                                                           | 30                                                          | 9                                                           | 11                                                          | 10                                                          | 30                                                          | 32                                                          | −2                                                          | 38                                                          | 10.                                                         |
| 2008/09                                  | Divize E                                                    | 4                                                           | 30                                                          | 8                                                           | 7                                                           | 15                                                          | 29                                                          | 46                                                          | −17                                                         | 31                                                          | 14.                                                         |
| 2009/10                                  | Přebor Zlínského kraje                                      | 5                                                           | 30                                                          | 16                                                          | 3                                                           | 11                                                          | 45                                                          | 35                                                          | +10                                                         | 51                                                          | 4.                                                          |
| 2010/11                                  | Divize E                                                    | 4                                                           | 28                                                          | 5                                                           | 9                                                           | 14                                                          | 25                                                          | 57                                                          | −32                                                         | 24                                                          | 15.                                                         |
| 2011/12                                  | Přebor Zlínského kraje                                      | 5                                                           | 30                                                          | 11                                                          | 8                                                           | 11                                                          | 48                                                          | 42                                                          | +6                                                          | 41                                                          | 10.                                                         |
| 2012/13                                  | Přebor Zlínského kraje                                      | 5                                                           | 26                                                          | 15                                                          | 7                                                           | 4                                                           | 50                                                          | 27                                                          | +23                                                         | 52                                                          | 3.                                                          |
| 2013/14                                  | Přebor Zlínského kraje                                      | 5                                                           | 26                                                          | 12                                                          | 4                                                           | 10                                                          | 52                                                          | 44                                                          | +8                                                          | 40                                                          | 4.                                                          |
| 2014/15                                  | Přebor Zlínského kraje                                      | 5                                                           | 30                                                          | 9                                                           | 2 / 5                                                       | 10                                                          | 40                                                          | 39                                                          | +1                                                          | 36                                                          | 8.                                                          |
| 2015/16                                  | Přebor Zlínského kraje                                      | 5                                                           | 26                                                          | 7                                                           | 3 / 4                                                       | 12                                                          | 31                                                          | 46                                                          | −15                                                         | 31                                                          | 12.                                                         |
| 2016/17                                  | Přebor Zlínského kraje                                      | 5                                                           | 26                                                          | 9                                                           | 6 / 3                                                       | 8                                                           | 45                                                          | 43                                                          | +2                                                          | 42                                                          | 7.                                                          |
| 2017/18                                  | Přebor Zlínského kraje                                      | 5                                                           | 26                                                          | 13                                                          | 1 / 1                                                       | 11                                                          | 41                                                          | 32                                                          | +9                                                          | 42                                                          | 7.                                                          |
| 2018/19                                  | Přebor Zlínského kraje                                      | 5                                                           | 26                                                          | 6                                                           | 7 / 3                                                       | 10                                                          | 40                                                          | 48                                                          | −8                                                          | 35                                                          | 10.                                                         |
| 2019/20                                  | Přebor Zlínského kraje                                      | 5                                                           | 13                                                          | 4                                                           | 2 / 1                                                       | 6                                                           | 22                                                          | 25                                                          | −3                                                          | 17                                                          | 9.                                                          |
| 2020/21                                  | Přebor Zlínského kraje                                      | 5                                                           | 9                                                           | 2                                                           | 1 / 2                                                       | 4                                                           | 8                                                           | 13                                                          | −5                                                          | 10                                                          | 12.                                                         |
| 2021/22                                  | Přebor Zlínského kraje                                      | 5                                                           | 26                                                          | 9                                                           | 6                                                           | 11                                                          | 45                                                          | 60                                                          | -15                                                         | 33                                                          | 9.                                                          |
| 2022/23                                  | Přebor Zlínského kraje                                      | 5                                                           | 26                                                          | 4                                                           | 6                                                           | 16                                                          | 28                                                          | 58                                                          | -30                                                         | 18                                                          | 13.                                                         |
| 2023/24                                  | Přebor Zlínského kraje                                      | 5                                                           | 26                                                          | 8                                                           | 2                                                           | 16                                                          | 40                                                          | 75                                                          | -35                                                         | 26                                                          | 13.                                                         |
| 2024/25                                  | Přebor Zlínského kraje                                      | 5                                                           | 26                                                          | 4                                                           | 4                                                           | 18                                                          | 23                                                          | 83                                                          | -60                                                         | 16                                                          | 13.                                                         |

Poznámky:
- 1941/42: Chybí výsledek jednoho utkání.[7]
- 2014/15: Od sezony 2014/15 se hraje ve Zlínském kraji tímto způsobem: Pokud zápas skončí nerozhodně, kope se penaltový rozstřel. Jeho vítěz bere 2 body, poražený pak jeden bod. Za výhru po 90 minutách jsou 3 body, za prohru po 90 minutách není žádný bod.
- 2019/20 a 2020/21: Tyto sezony byly předčasně ukončeny z důvodu pandemie covidu-19 v Česku.